# Porsche Design
Porsche Design GmbH — німецька компанія-виробник модного одягу, окулярів, годинників і мобільних телефонів для власників і прихильників автомобілів компанії Porsche. На сьогодні Porsche Design — одна з передових компаній, що займаються виробництвом аксесуарів класу люкс. Компанія співпрацює з німецькою спортивною компанією Adidas і швейцарською компанією Eterna.

## Історія
Бренд Porsche Design був створений професором Фердинандом Александром Порше. В 1972 році він заснував власне дизайн-бюро Porsche Design. Скромна позначка «Design by F. A. Porsche» прикрашає нині найрізноманітніші предмети споживання: від ручок і сонцезахисних окулярів до курильних трубок і х'юмідорів. «Коли дизайнерська філософія така успішна, як наша, чому її потрібно обмежувати лише дорогими і спортивними автомобілями? Нашу пристрасть до досконалості ми перенесли в безліч інших областей життя. Результат — широкий діапазон ексклюзивних предметів: одяг, аксесуари, годинники, спортивне обладнання та сувеніри, які поєднують у собі справжню якість "Порше", революційний дизайн і класичну елегантність ». Вироби з дизайном від Porsche є синонімом функціонального і пуристичного дизайну, який не піддається впливу моди і вражаючим технічним інноваціям.

## Філософія і творчість Porsche Design
Заснована в 1972 році професором Фердинандом А.Порше, творцем легендарного Porsche 911, фірма Porsche Design у своїй дизайнерській студії розробила незліченну кількість різних аксесуарів, включаючи годинники. Останні запозичили багато свої характеристики зі світу автомобілів: наприклад, використання надлегких матеріалів високої міцності, вибір кольорів і матеріалів, добре помітні показники і велика увага до функціональності і ергономіки. У 70-ті роки Porsche Design вперше в історії годинникової справи став використовувати титан, розробляючи надлегкі моделі з добре читаються циферблатами на чорному тлі. Ці властивості увібрала в себе нова колекція Рас-РТС. Останні розробки — це найкращий вияв філософії проектування Porsche Design: тут механізм, велика частина якого зазвичай прихована ротором, видно майже повністю крізь ажурні обриси сектора автоподзавода, нагадує автомобільний диск, і одночасно збільшує ефективність системи заводу. Вольфрамовий периферійний сегмент, так само як і скелетонізірованний диск, на якому він закріплений, стає елементом оформлення, одночасно оригінальним і функціональним.
1. ↑  https://www.handelsblatt.com/unternehmen/handel-konsumgueter/porsche-design-chef-tritt-wieder-ab/13812544.html